# Vlooien

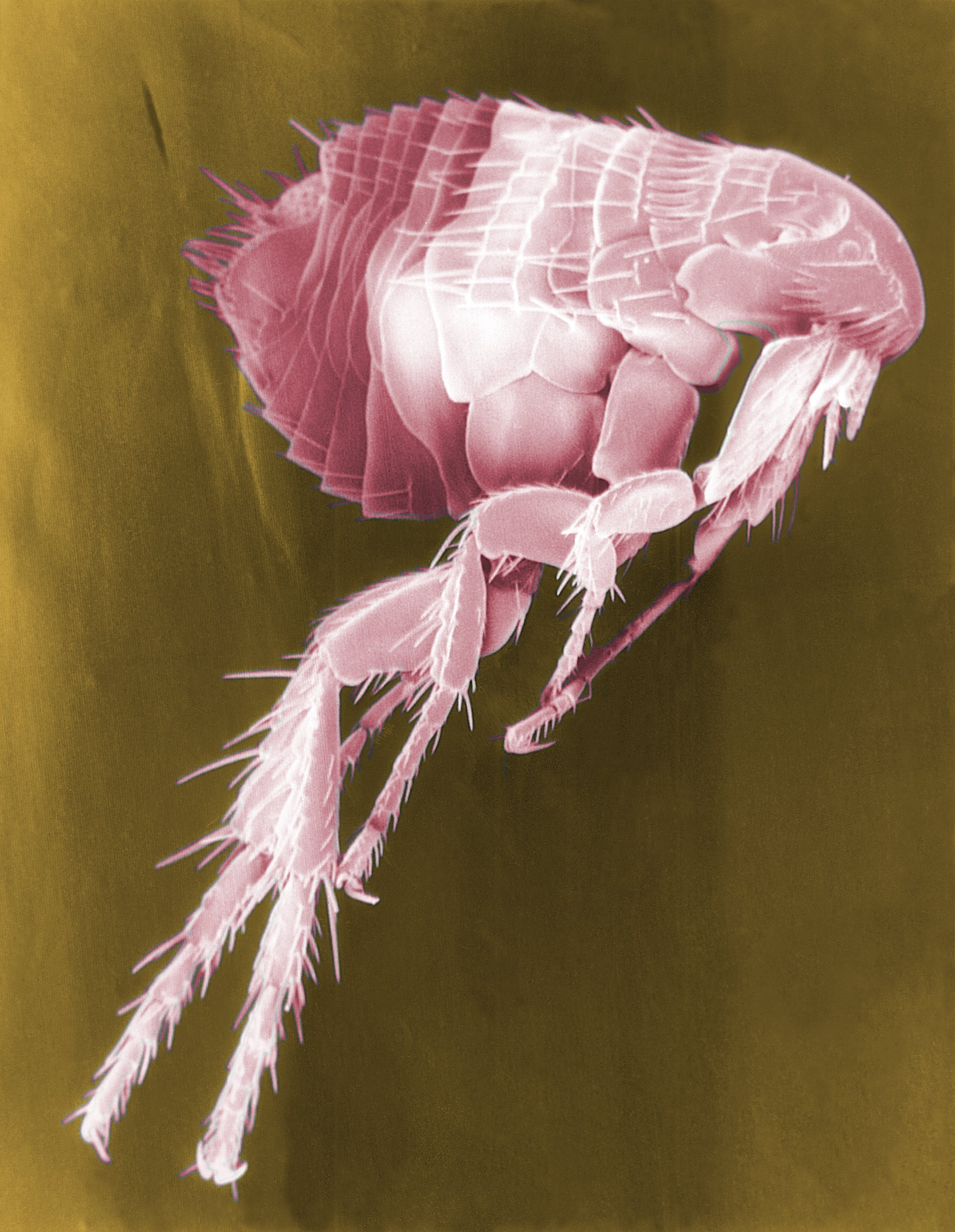
Elektronenmicroscopische opname van een vlo

Vlooien (Siphonaptera, ook wel Aphaniptera) vormen een orde die behoort tot de onderklasse van de gevleugelde insecten (Pterygota). Hoewel ze tot de gevleugelde insecten behoren, hebben ze nooit vleugels. Die hebben ze in de loop van hun evolutie verloren. Alle vlooien zijn gespecialiseerde bloedparasieten van gewervelde dieren. Sommige soorten bijten ook huisdieren en mensen. Ze worden hierdoor gezien als een van de belangrijkste plaaginsecten. Vlooien kunnen alleen leven bij dieren met lichaamsbeharing zoals zoogdieren, of een verenkleed zoals vogels. De insecten hebben een afgeplatte en sterk aangepaste lichaamsbouw en meestal krachtige springpoten. De meeste vlooien zijn een tot drie millimeter groot; allemaal zijn ze kleiner dan een centimeter.
Er zijn ongeveer 2500 verschillende soorten vlooien beschreven. In België en Nederland worden iets meer dan 50 soorten gevonden. Alle vlooien zijn holometabool en kennen een volledige gedaanteverwisseling. Ze hebben een wormachtige larve die totaal niet op het volwassen insect lijkt.
Vlooien hebben zich gespecialiseerd in het zuigen van het bloed van warmbloedige dieren, dus zoogdieren of vogels. Andere dieren, zoals amfibieën, reptielen en op het land levende ongewervelden hebben wel te lijden van bloedzuigende vliegen, maar nooit van vlooien. Het dier waaraan de vlo gebonden is wordt de gastheer genoemd. Vlooien leven niet permanent op een dier -zoals sommige soorten luizen- maar komen alleen naar de gastheer om bloed te zuigen. Een verhoogde concentratie CO2, afkomstig van de stofwisseling van de gastheer, vergroot de activiteit van de vlo. 
Vlooien lijken wat betreft hun levenswijze op teken. Vlooien zijn echter niet verwant aan teken, die tot de spinachtigen behoren.
De wormachtige larven van vlooien hebben een vaste plaats nodig om zich te kunnen ontwikkelen. Een nest is hiertoe vaak onontbeerlijk. De larven hebben namelijk bloed nodig om te kunnen overleven, en aangezien de larven zelf niet kunnen zuigen zijn ze afhankelijk van het bloed in de uitwerpselen van de volwassen vlooien. Dit beperkt ze sterk in hun ontwikkeling: vlooieneitjes of -larven die buiten het nest geraken zullen verhongeren.
In Nederland is de kattenvlo (Ctenocephalides felis) de meest voorkomende soort, deze vlo kan ook bij mensen en honden voorkomen. De mensenvlo (Pulex irritans) wordt in West-Europa haast niet meer gezien en de hondenvlo (Ctenocephalides canis) nog zelden. Andere bekende soorten zijn de vogelvlo (Dasypsyllus gallinulae), de rattenvlo (Nosopsyllus fasciatus) en de Indische rattenvlo (Xenopsylla cheopis). In andere delen van de wereld zijn vlooien een bekende plaag, in Zuid-Afrika bijvoorbeeld zijn mensenvlooien heel gewoon, vooral onder de arme bevolking. Allerlei soorten dieren hebben hun eigen vlooien. In verlaten vogelnesten worden vaak na maanden nog vogelvlooien aangetroffen die weleens een menselijke bloedmaaltijd gebruiken, maar zich bij de mens op den duur niet kunnen handhaven.

## Naamgeving
De Nederlandstalige naam 'vlo' wordt al lang gebruikt en is waarschijnlijk afgeleid van het Oudhoogduitse Flōh. De oorsprong is niet geheel zeker, mogelijk is het woord vlo afgeleid van vlieden (vlien), dat 'vluchten' betekent.
De naam van een vlooiensoort is vaak gebonden aan zijn gastheer, zoals de hondenvlo, de kattenvlo en de mensenvlo. De hondenvlo kan echter ook katten bijten en vice versa, beide soorten kunnen ook de mens bijten.
De wetenschappelijke naam Siphonaptera betekent 'ongevleugelde zuigers'; siphon a-ptera, siphon betekent vrij vertaald 'zuigsnuit' en a-ptera betekent vleugelloos. Deze naam verwijst naar het ontbreken van vleugels en het vermogen van vlooien om bloed te zuigen. Een andere, oudere wetenschappelijke naam is Aphaniptera. De naam Siphonaptera is echter bekender en wordt vaker gebruikt.
Geslachten van vlooien hebben een wetenschappelijke naam met het achtervoegsel 'psyllus' of 'psylla'. Psyllus betekent 'luis' (psylla is de meervoudsvorm) en slaat op de zuigende, luisachtige levenswijze van de vlo. De wetenschappelijke naam van het geslacht Nycterido-psylla bijvoorbeeld betekent letterlijk vleermuizen-luis. Sommige soorten insecten, en andere geleedpotigen die niet tot de 'echte' vlooien behoren, worden desondanks 'vlo' genoemd. Dit komt meestal omdat het dier klein blijft en kan springen. Voorbeelden zijn bladvlooien en aardvlooien. Beide zijn groepen van kleine, springende kevers. Een ander voorbeeld zijn de watervlooien. Dit is een groep van kleine kreeftachtigen die in het water leven. Ook de sneeuwvlo behoort niet tot de vlooien, maar is er wel nauw aan verwant. De sneeuwvlo zuigt echter geen bloed maar leeft van mossen.

## Verspreiding
Vlooien komen wereldwijd voor en ontbreken alleen in gebieden waar geen nestbouwende zoogdieren en vogels leven. Aangezien dergelijke gebieden erg zeldzaam zijn, komen vlooien in de praktijk overal ter wereld voor.
Wat betreft de verspreiding zijn er twee groepen van vlooien: soorten die in een afgebakend gebied voorkomen en soorten met een kosmopolitische verspreiding. De meeste soorten behoren tot de eerste groep; ze leven bij dieren die vrij klein of relatief zeldzaam zijn zoals spitsmuizen, woelmuizen, eekhoorns, vleermuizen en egels. Een handvol vlooien heeft echter een wereldwijde verspreiding omdat ze leven bij dieren die als cultuurvolger of huisdier door toedoen van de mens wereldwijd zijn geïntroduceerd. De bekendste soorten zijn de kattenvlo, de hondenvlo, de mensenvlo en de rattenvlo. Zie voor een uitgebreidere lijst het kopje taxonomie en indeling.
Voorbeelden van vlooiensoorten die beperkt voorkomen zijn Xenospyla cheopis, die bij scheepsratten leeft en zo in havens opduikt, en de vlo Hectopsylla psittaci. Deze laatste soort leeft van tropische vogels uit Zuid-Amerika en wordt door de handel in exotische dieren verspreid.

## Uiterlijke kenmerken

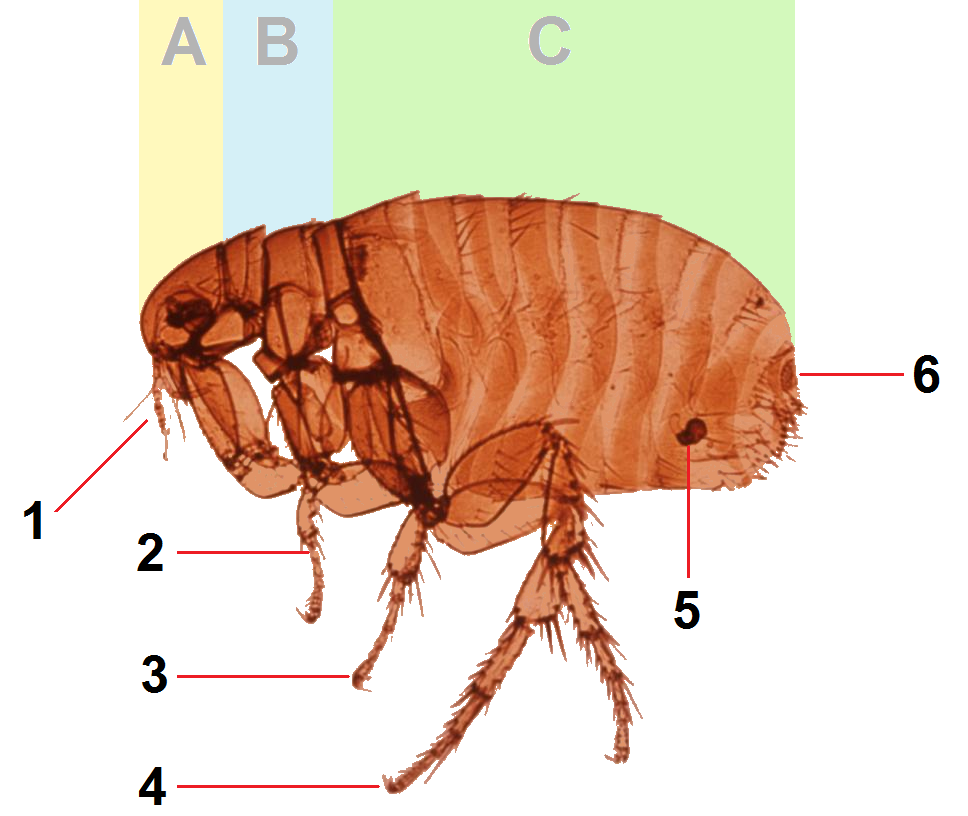
Lichaamskenmerken van een vrouwelijke vlo.

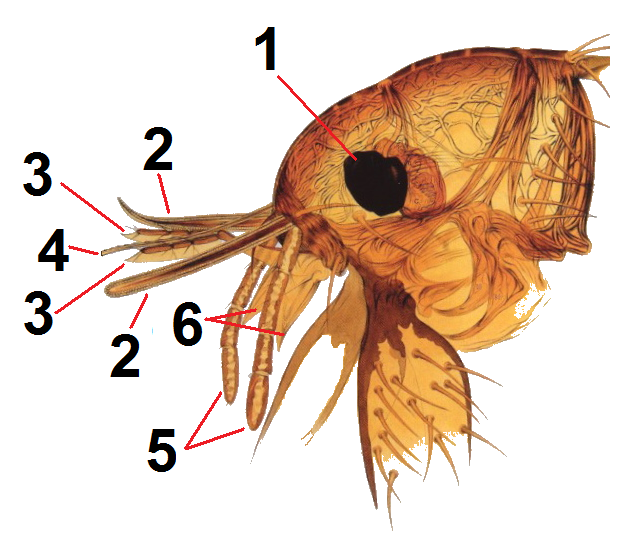
Delen van de kop van een vlo.

Veel groepen van insecten hebben een breed scala aan verschillende vormen ontwikkeld, maar de vlooien zien er allemaal ongeveer hetzelfde uit en zijn niet met andere dieren te verwarren. Alle soorten worden gekenmerkt door een sterk zijdelings afgeplat lichaam met een duidelijk gesegmenteerd en bladachtig achterlijf en een kleine, naar onderen gebogen kop. Alle vlooien hebben een roodbruine tot zwarte kleur en er zijn geen soorten bekend die vlekken of kleurpatronen hebben zoals bij andere insecten gebruikelijk is. Vlooien blijven klein en bereiken een lichaamslengte van ongeveer 1,5 tot 4 millimeter.
Grotere soorten zoals de mollenvlo (Hystrichopsylla talpae) kunnen tot 6 mm lang worden, dit is tevens de grootste Europese soort. De allergrootste vlo is voor zover bekend de Noord-Amerikaanse soort Hystrichopsylla schefferi, die tot 8 mm lang kan worden en leeft bij een soort bever.
Het lichaam van een vlo bestaat net als andere insecten uit drie delen, van voor naar achter zijn dit de kop of caput (A), het borststuk of thorax (B) en het achterlijf of abdomen (C). Vlooien hebben geen vleugels aan de bovenzijde van het borststuk, maar het borststuk draagt aan de onderzijde wel de voor insecten karakteristieke drie paar poten waarvan het achterste paar geëvolueerd (omgevormd) is tot springpoten.
Vrijwel alle soorten vlooien zien er ongeveer hetzelfde uit en zijn met het blote oog moeilijk van elkaar te onderscheiden. Onder een microscoop kunnen vlooien meestal wel worden gedetermineerd, op basis van bepaalde kenmerken. Door de vorm, bijvoorbeeld het voorkomen van de kammen op de kop en de vorm van het achterlijf, kan een vlo vaak al aan een taxonomisch geslacht worden toegewezen.

### Kop
De kop van een vlo is relatief klein, en draagt verschillende uitsteeksels die kenmerkend zijn voor vlooien. Aan de voorzijde zijn de mandibels gelegen, deze zijn omgevormd tot twee structuren die de huid van de gastheer kunnen doorboren.
Vlooien hebben meestal een kam aan de onderzijde van de kop, en een tweede kam aan de eerste borststukplaat (thoracale tergiet). Bij een aantal soorten ontbreekt er een van de twee, en bij andere soorten zijn helemaal geen kammen aanwezig. Deze kammen worden ctenidia genoemd, en zowel het al dan niet voorkomen, als de vorm van deze kammen zijn soortspecifiek, waardoor sommige vlooiensoorten onder een microscoop goed te onderscheiden zijn; met het blote oog zijn de kammen niet te zien. De kam die aan de kop gehecht is heet de genale kam of genaal ctenidium. Deze kam is duidelijker te zien dan de kam op het borststuk (zie onder borststuk). De kam is aan de onderrand van de kop gepositioneerd en doet met enige fantasie denken aan een snor. De vorm en positie van de chitineuze stekels van de kaakkam kunnen per soort verschillen. Zo heeft de kattenvlo een kam waarvan alle stekels ongeveer even lang zijn, de kam van de hondenvlo daarentegen heeft een stekel aan de voorzijde van de kam die aanmerkelijk korter is in vergelijking met de andere stekels. Het onderscheiden van vlooien en andere insecten op basis van haren en kammen op het lichaam wordt wel chaetotaxie genoemd. De naamgeving van geslachten en soorten vlooien verwijst soms naar de kaakkam, de honden- en kattenvlo bijvoorbeeld behoren tot het geslacht Ctenocephalon, dat letterlijk kam- (Grieks κτείς kteís) kop (Grieks κεφαλή kephalē) betekent.
De monddelen bestaan uit verschillende gepaarde uitsteeksels. Aan de bovenzijde zijn de maxillaire palpen of maxillae gelegen. Deze uitsteeksels doorboren de huid van een gastheer. In het midden is de epipharynx gepositioneerd, dit is een buisachtige structuur die dient als injectienaald en het bloed opzuigt uit de onderhuidse haarvaatjes van de gastheer. Aan de onderzijde zijn de labiale palpen gepositioneerd. Beide uitsteeksels zijn sterk verkleind, een vlo heeft door zijn sterk gespecialiseerde levenswijze een compact lichaam nodig.
Net als andere insecten draagt de kop van een vlo twee antennes en ook deze zijn sterk gereduceerd. De antennes worden in rust in een groef aan de achterzijde van de kop geborgen. Als de antennes (zoals bij andere insecten) continu vooruit zouden worden gehouden zou de vlo problemen ondervinden bij het lopen door de vacht van zijn gastheer. Als de antennes gebruikt worden, worden ze uit de groef gehaald om geuren waar te nemen.

### Borststuk

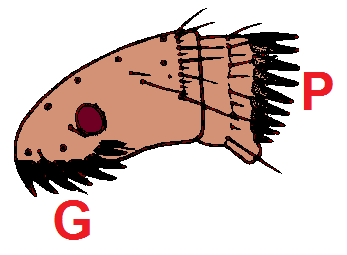
Schema van de kammen van een vlo:
G = Genale kam
P = Pronotale kam

Het borststuk, de thorax, bestaat uit drie delen, net als bij andere insecten. Ieder deel draagt steeds één paar, gesegmenteerde poten. Bij vlooien is het eerste borststuksegment ver naar voren geplaatst, zodat het corresponderende potenpaar aan de onderzijde van de kop lijkt te zijn gehecht.
De stekels van de kam op het borststuk wijzen naar achteren om de weerstand tijdens het lopen door de lichaamsbeharing te verminderen, deze kam wordt de pronotale kam of pronotaal ctenidium genoemd. De honden- en kattenvlo hebben beiden een dergelijke kam, maar de mensenvlo heeft helemaal geen kammen en is hieraan te onderscheiden. Dat de voorouders van de mensenvlo waarschijnlijk wel een dergelijke kam hadden is op te maken uit het feit dat bij sommige exemplaren nog een tandje aan de voorzijde voorkomt. De poten bevatten dubbele klauwtjes om zich aan een haar of veer vast te houden. Een vlo beweegt zich door de lichaamsbedekking van zijn gastheer door zich met de voorste poten naar voren te trekken en dan met de middelste en achterste poten het lichaam voort te duwen.
De achterste poten van een vlo zijn goed ontwikkeld. De vlo is bekend om het uitzonderlijke springvermogen en is in verhouding tot zijn grootte een van de beste springers uit het dierenrijk. Vlooien zijn zeker niet de enige insecten die kunnen springen, maar vormen wel de meest gespecialiseerde groep. Andere springende insecten hebben de springspieren in het heupgewricht, zoals cicaden en bladvlooien, óf ze hebben springspieren in het kniegewricht zoals sprinkhanen. Vlooien combineren beide vormen en hebben in beide pootgewrichten goed ontwikkelde spieren. De gewrichten tussen de poten en het borststuk bevatten een zeer elastisch, rubberachtig eiwit, het zogenaamde resiline. Als de resiline eerst wordt samengedrukt, ontwikkelt zich bij ontspanning een grotere kracht dan bij de sterkste samentrekkende spier. Resiline is ook bij vliegende insecten als libellen en sprinkhanen gevonden in de verbindingen van de vleugels met het borststuk. Vooral de veerkrachtige resiline verschaft vlooien de mogelijkheid van een zeer krachtige voortbeweging. Het feit dat vlooien erg licht zijn speelt tevens een grote rol. Het gewicht van een dier is van een grotere invloed op de springkracht dan de grootte van de spieren. Vlooien kunnen een afstand afleggen van 30 tot 50 centimeter, waarbij een hoogte wordt bereikt van 20 cm. Ter vergelijking: als een mens dergelijke sprongen zou kunnen maken zouden we ons met sprongen tot 300 meter kunnen verplaatsen waarbij een hoogte van 100 meter kan worden bereikt.
De morfologie van de ledematen is vaak soortspecifiek wat betekent dat vlooien aan de kenmerken van de poten kunnen worden onderscheiden. De scheen of tibia van de poot van de kattenvlo bijvoorbeeld heeft steeds vier tot vijf tandachtige uitsteeksels, terwijl de scheen van de poten van een hondenvlo er altijd 7 tot 8 bezit.

### Achterlijf

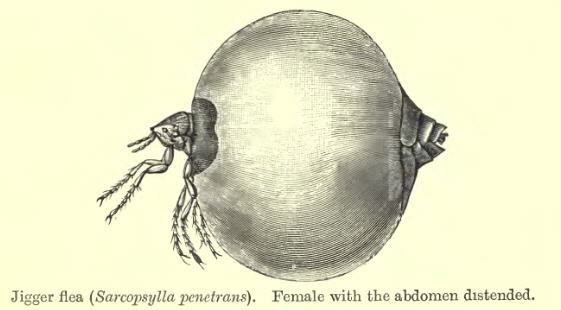
Het achterlijf van een zandvlo kan enorm opzwellen.

Het achterlijf van vlooien is sterk zijwaarts afgeplat. Het lichaam van een vlo is altijd hoger dan breed. Het achterlijf bevat de belangrijkste organen van een vlo, zoals de geslachtsorganen, het spijsverteringsstelsel en het ademhalingsapparaat. Vlooien beschikken over een tracheeënstelsel dat bestaat uit kleine buisjes die in contact staan met de buitenlucht en zuurstof direct naar de weefsels brengen. De ademopeningen van dit ademapparaat zijn gelegen aan weerszijden van de achterlijfssegmenten. Het achterlijf wordt beschermd door stevige buikplaten aan de onderzijde die de sternieten worden genoemd en rugplaten of tergieten aan de bovenzijde van het lichaam.
Het achterlijf van een vlo is bijzonder taai, het is bijvoorbeeld moeilijk om een vlo te pletten tussen twee vingers. Alleen door een vlo tussen de nagels te klemmen en te knijpen kan het achterlijf openscheuren. Het achterlijf van een vlo kan uitzetten en inkrimpen al naargelang de omstandigheden. Als een vlo een langdurig voedseltekort heeft, schrompelt het achterlijf ineen. Als een vrouwelijke vlo zwanger is, kan haar achterlijf sterk uitzetten om ruimte te bieden voor de eitjes. Exemplaren van de soort Hectopsylla psittaci kunnen het achterlijf zo sterk uitrekken tijdens de zwangerschap dat de buik- en rugplaten ver van elkaar af staan.
Het achterlijf bestaat uit tien segmenten, maar als men ze telt komt men op minder dan tien; de laatste achterlijfssegmenten zijn namelijk gefuseerd. De achterlijfspunt, dus het uiteinde van het achterlijf, wordt het pygidium genoemd. De achterlijfspunt draagt een paar aanhangsels die cerci of achterlijfsaanhangsels worden genoemd. Deze zijn zeer klein en hebben een tastzintuiglijke functie.
Vrouwtjes hebben een spermatheek, dit is een zakje waarin het vrouwtje het sperma opslaat. Vanaf de buitenzijde is de spermatheek moeilijk waar te nemen, maar onder een lichtmicroscoop is deze vaak wel te zien. De geslachtsorganen van een mannetje zijn te zien als een horlogeveerachtige structuur.

### Zintuigen
Vlooien zien slecht en kunnen alleen grove lichtverschuivingen waarnemen zoals het verschil tussen dag en nacht. De ogen zijn klein en gedegenereerd. De ogen van vlooien worden bedekt door een laagje 'huid' en zijn daarnaast onderontwikkeld. Vlooien kunnen echter uitstekend warmte en grove lichtverschuivingen waarnemen. Een vlo gaat af op deze stimuli die worden veroorzaakt door bewegende, warmbloedige dieren. Vlooien worden actiever als de concentratie CO2 hoger wordt.
De vlo spoort zijn gastheer op met behulp van rijen zintuigharen of setae, die over het gehele lichaam voorkomen. Zowel aan de bovenzijde als de onderzijde van het lichaam zijn deze zintuiglijke haartjes gelegen. Aan de bovenzijde van het vlooienlichaam staan de rijen aan de achterzijde van de borststuk- en rugplaten. Aan de onderzijde van het lichaam zijn alleen aan de achterzijde van de buikplaten haren aanwezig. Ook de kop is voorzien van diverse haarachtige structuren zoals de oogborstel.

## Voortplanting en ontwikkeling

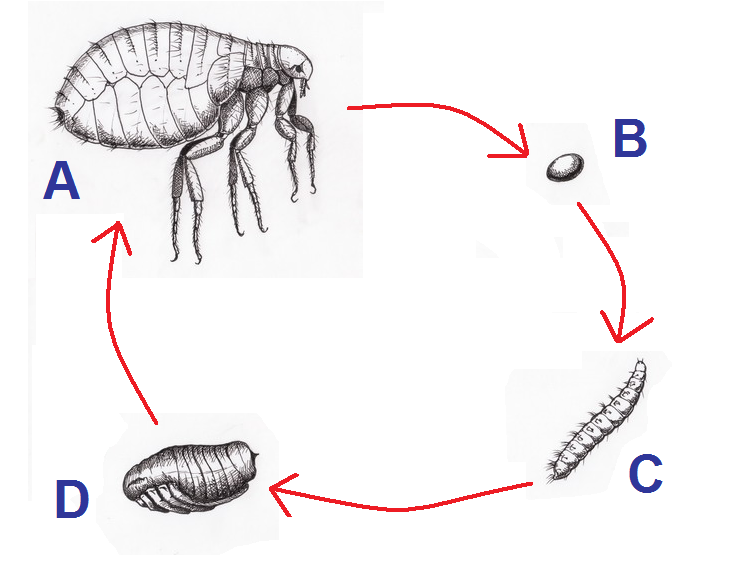
Levenscyclus van een mensenvlo.

Vlooien behoren tot de holometabole insecten en kennen een volledige metamorfose. Ze beginnen hun leven in een ei en het juveniel dat uit het ei kruipt lijkt totaal niet op het ouderdier. De larven zijn wormachtig en worden door middel van vervelling steeds groter. De larven vervellen twee maal en kennen dus drie stadia. Aan het eind van het derde stadium vindt de verpopping plaats. Na de verpopping komt de volwassen vlo tevoorschijn die zich voortplant, waarna de cyclus opnieuw begint.
De ontwikkelingsduur van een vlo is zeer sterk afhankelijk van omgevingsfactoren als temperatuur en luchtvochtigheid.
Een bijzondere vorm van voortplanting komt voor bij de zandvlo (Tunga penetrans). De vrouwtjes boren zich in de huid van dieren (waaronder de mens) en steken hun achterlijf naar de bovenzijde zodat het mannetje het wijfje kan bevruchten. Het mannetje heeft hiertoe langwerpige geslachtsorganen. Na de bevruchting worden grote aantallen eitjes ontwikkeld en zwelt haar lichaam enorm op. Normaal gesproken blijven de vlooien ongeveer een millimeter lang maar een vrouwtje met eitjes is zo groot als een erwt. Als de embryo's voldoende zijn ontwikkeld worden ze afgegeven en vallen uit het ontstane gezwel in de huid van de gastheer.
De paring van vlooien duurt betrekkelijk kort, tijdens de paring zitten de dieren op elkaar en maken de geslachtsorganen aan de achterlijfspunt contact. Na de paring worden vrijwel direct eitjes afgezet.

### Ei

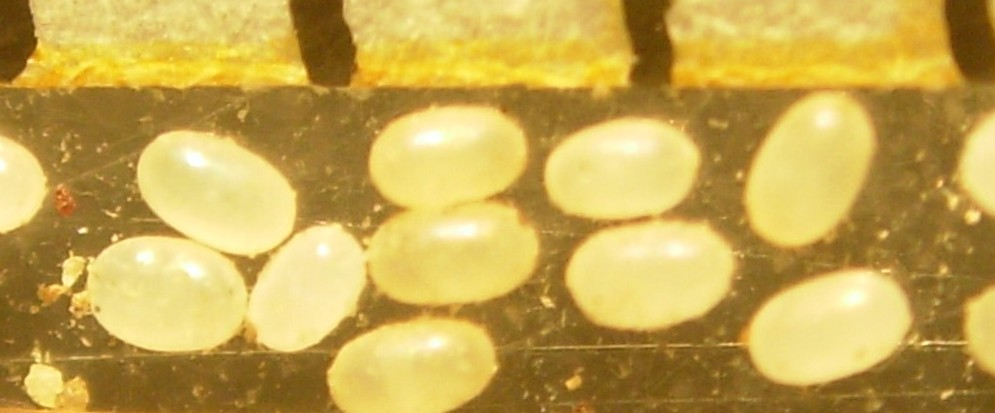
Eitjes van de kattenvlo naast een liniaal, de zwarte vlekken boven zijn de millimeterstreepjes.

De eitjes van vlooien zijn klein, maar met enige moeite wel te zien met het blote oog. Een belangrijk verschil met de eieren van andere parasieten, zoals bijtende luizen, is dat vlooien hun eieren simpelweg naar buiten persen en er geen enkele moeite voor doen het ei te borgen. Andere parasieten zoals de hoofdluis kitten de eitjes zorgvuldig vast aan de haren van de gastheer, de juvenielen van dergelijke soorten zuigen eveneens bloed en moeten dus bij de gastheer blijven. Vlooienlarven echter kunnen geen bloed zuigen, maar van leven van nestafval en hebben er geen voordeel bij om als ei aan de beharing van de gastheer te blijven plakken. Van de kattenvlo is beschreven dat de schaal van de eitjes ten tijde van de afzet vochtig is wat ze plakkerig maakt. Na twee uur is zo'n 60 procent van de eitjes van de gastheer gevallen en na acht uur zo'n 70 procent.
De eitjes van vlooien zijn zeer klein maar, vanwege hun witgele kleur, met het blote oog vaak wel zichtbaar. De eitjes zijn ovaal van vorm en hebben een beschermend omhulsel, het chorion. Dit omhulsel bestaat uit een laagje chitine, met aan één zijde een aantal deukjes, de micropyli. Het onbevruchte ei werd in het moederdier via deze toenmalige gaatjes voorzien van een spermacel. De gaatjes groeien na de bevruchting dicht. De eitjes van de kattenvlo bijvoorbeeld zijn een halve millimeter hoog en 0,3 millimeter breed.
Het aantal eitjes dat een vrouwtje per keer en in totaal afzet verschilt per soort. De kattenvlo kan er volgens schattingen meer dan 2000 eitjes afzetten gedurende haar leven. Gemiddeld zet een vrouwtje elf tot 46 eitjes af per dag.
Het aantal eitjes van een vlo is ook afhankelijk van de geschiktheid van het bloed van de gastheer. Als een kattenvlo het bloed van een kat zuigt worden vijf tot negen keer zoveel eitjes afgezet in vergelijking met vlooien die in een laboratorium worden gekweekt. Als een kattenvlo bloed van een mens wordt gevoerd, worden alleen niet-levensvatbare eieren afgezet.

### Larve

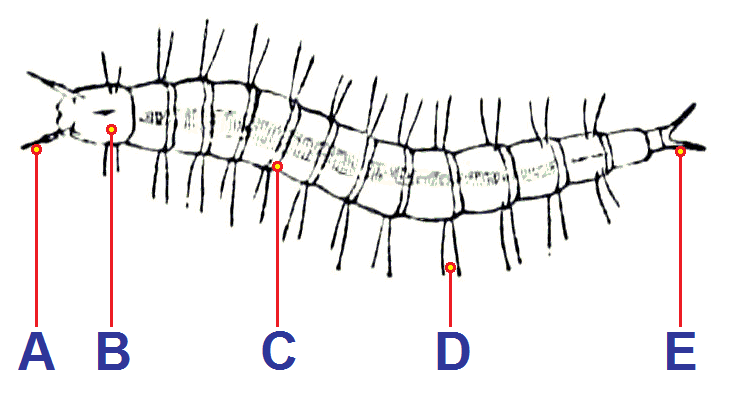
Lichaamsdelen van de larve.

De larven gebruiken een zogenaamde eitand om het ei te openen. De eitand is een klein uitsteekseltje aan de voorzijde van de kop van de larve dat een klein gaatje in het ei prikt. De schaal van een vlooienei is stevig, maar als er eenmaal een gaatje in zit scheurt het omhulsel gemakkelijk open. Als de larve voor de eerste maal vervelt, gaat de eitand verloren die aan de oude huid gehecht blijft.
De larven lijken op vliegenmaden, zijn klein, wit en wormachtig, vlooienlarven hebben geen poten. Het lichaam bestaat uit de kop, gevolgd door drie borststuksegmenten en ten slotte tien achterlijfssegmenten die voorzien zijn van lange haren. Aan het laatste achterlijfssegment zijn twee uitsteeksels aanwezig die gebruikt worden om het lichaam wat op te tillen zodat het minder over de grond sleept. Hierdoor kan de larve sneller 'lopen', de voortbeweging geschiedt door met de lichaamsspieren de segmentringen naar voren te brengen. De haren op de segmenten hebben een tastzintuiglijke functie, de larve voelt of het lichaam ergens mee in contact komt. De larven van vlooien zijn thigmotroop, dit wil zeggen dat ze het liefst ergens tussen kruipen zodat het lichaam niet is geëxposeerd.
Vlooienlarven hebben geen ogen maar zijn sterk negatief fototaxisch wat betekent dat ze licht schuwen. Waarschijnlijk kunnen ze licht opmerken door cellen in de huid. De larven hebben een dichte lichaamsbeharing die mechanoreceptorische cellen bevat en een tastzintuiglijke functie heeft. Als een larve wordt aangeraakt houdt deze zich dood en bij een intensievere aanraking rolt de larve zich spiraalsgewijs op.
Van vlooienlarven is ook bekend dat ze zich sterk afwenden van geluidstrillingen.
Omdat de larven een volledige metamorfose kennen moeten ze steeds vervellen, vlooien hebben vrijwel altijd drie larvale stadia die de instar worden genoemd. Alleen van de zandvlooien uit het geslacht Tunga is bekend dat ze slechts twee instar kennen. Ieder instar wordt opgevolgd door een vervelling. De larve wordt na iedere vervelling groter en zal zich ten slotte verpoppen.

### Pop

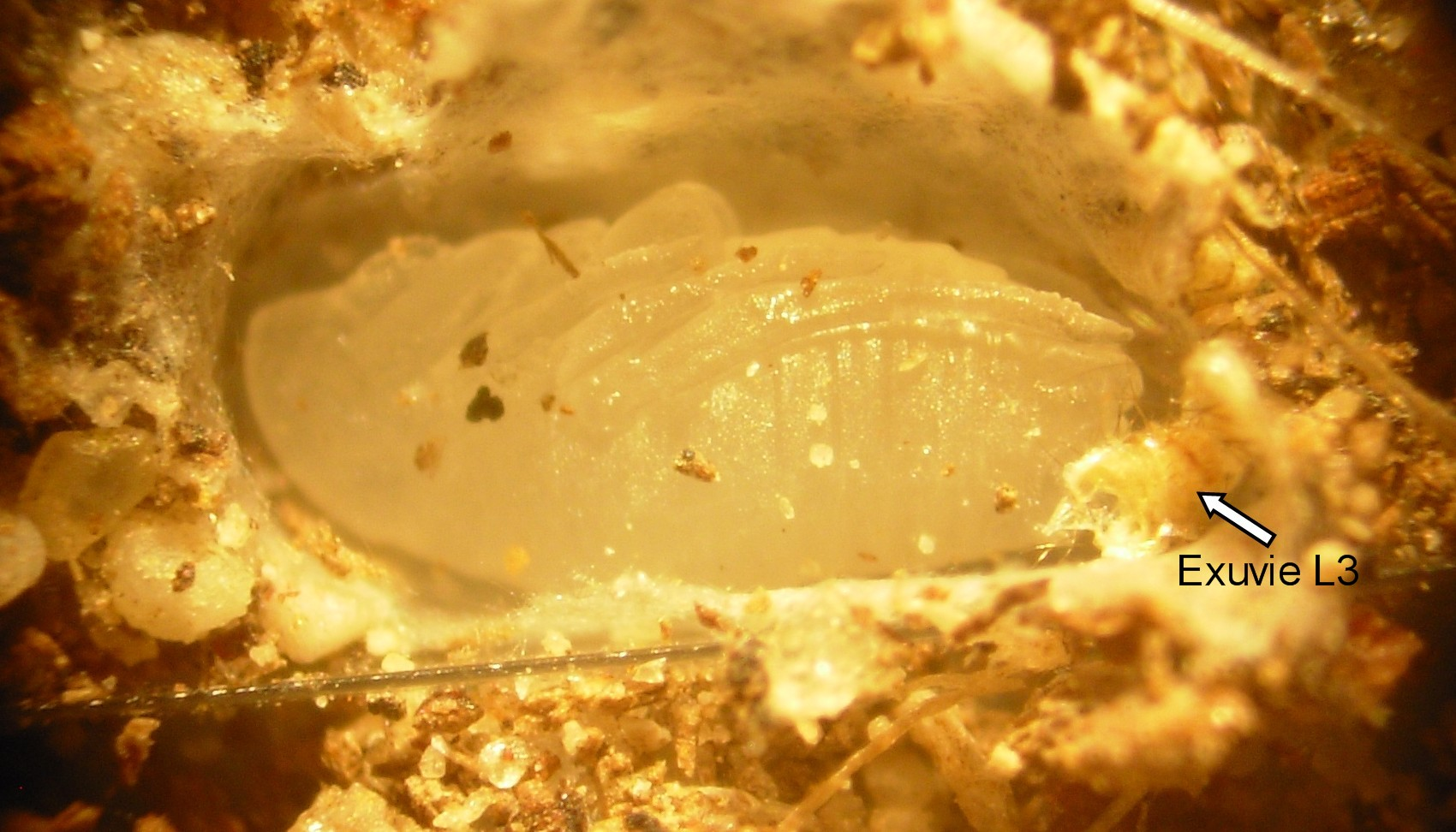
Een opengeprepareerde cocon met een pop van de kattenvlo.

Als de larve volledig is ontwikkeld verlaat deze zijn laatste larvenhuid en vindt de verpopping of ecdysis plaats. De larven bezitten een hormoon dat langzaam verdwijnt en als het volledig is afgebroken wordt de verpopping ingeluid door het legen van het spijsverteringskanaal. Vervolgens spint de larve een cocon van fijne zijdeachtige draadjes om de eigenlijke pop te beschermen. De spinklieren zijn aan de kop gelegen net zoals bij rupsen en andere insectenlarven en niet aan het achterlijf zoals bij de spinnen. De spinklieren zijn ontstaan uit speekselklierachtige weefsels. De gesponnen cocon is erg plakkerig zodat er snel deeltjes van het substraat aan hechten. Hierdoor wordt de pop goed gecamoufleerd en valt zo nauwelijks op.
De pop van een vlo is langer dan het volwassen exemplaar, de langwerpige larve wordt gedurende het popstadium omgebouwd tot een compacte volwassen vlo. Als de larve de cocon om zich heen heeft gebouwd, breekt een lethargisch stadium aan waarbij de larve zijn lichaam U-vormig kromt. Ongeveer 18 uur later verandert het lichaam van de larve in een ontwikkelde pop. Als de larve tijdens het maken van een pop wordt verstoord, wordt niet altijd een tweede cocon gesponnen, in een aantal gevallen verpopt de larve zonder een cocon te maken.

### Imago
De meeste insecten verlaten hun pop zo snel mogelijk maar van een aantal vlooien is bekend dat ze in of op de pop blijven zitten en zich in een soort ruststadium bevinden. Sommige soorten vlooien houden dit lethargische stadium wel een jaar uit. De vlo beweegt zich gedurende deze tijd niet en blijft zitten totdat een gastheer wordt waargenomen. Trillingen en een verhoogde omgevingstemperatuur werken sterk prikkelend op de vlo. De vlo werkt zich snel uit zijn cocon en gaat op de warmte af voor een bloedmaaltijd.
Het in de pop blijven tot een gastheer wordt waargenomen voorkomt dat een vlo zonder voedsel komt te zitten en verhongert. Als een gastheer zich uiteindelijk aandient springen de vlooien hier massaal op af. Dit komt onder andere voor bij vogelnesten: vogelvlooien komen in de lente massaal uit hun pop door de stijgende omgevingstemperatuur. Ze wachten tot de vogels in de lente hun nest opzoeken. Zodra de vogels het nest betreden worden ze 'verwelkomd' door hordes vlooien. 
Ook in verlaten huizen kan dit verschijnsel optreden, bijvoorbeeld als men terugkomt van een vakantie. Het gaat dan altijd om de kattenvlo; deze kruipt niet uit de pop door stijgende temperaturen maar is zeer gevoelig voor trillingen. Als een huis besmet is met veel vlooienlarven voor de vakantie zijn deze allemaal verpopt als men het huis weer betreedt. De vlooien zijn bovendien zeer hongerig en zodra de bewoner het huis inloopt, wat door de vlooien middels trillingen wordt waargenomen, komen alle vlooien tegelijkertijd uit hun pop. De thuiskomer wordt vervolgens besprongen door grote aantallen vlooien.
Het in de pop blijven tot zich betere omstandigheden aandienen is niet uniek voor vlooien en komt bij veel insectensoorten voor. Veel houtkevers die in gematigde streken leven, verpoppen zich in de herfst en komen aan het eind van de herfst uit hun pop, maar blijven op hun plek zitten tot de lente omdat in de winter geen voedsel te vinden is.

## Voedsel en vijanden
Vlooien zijn in beginsel afvaleters, de larven van vlooien leven uitsluitend van organisch materiaal. De vlooien hebben zich ontwikkeld tot een parasitaire groep die, eenmaal volwassen, bloed kan zuigen van gewervelde dieren. Deze parasitaire voedingswijze wordt hematofagie genoemd. Vlooien worden tijdelijke parasieten genoemd, omdat ze niet - zoals luizen - aan het lichaam van de gastheer gehecht blijven, maar alleen bloed zuigen als ze honger hebben. Vlooien brengen de rest van hun tijd dus buiten de gastheer door, al zijn er uitzonderingen. Vlooien hebben een tot een buis omgevormd paar monddelen om bloed te zuigen, een voedingsmechanisme dat solenofaag wordt genoemd. Ongewervelde dieren worden vaak geparasiteerd door een groep van nog kleinere dieren, de mijten die tot de geleedpotigen behoren, maar geen insecten zijn. Sommige soorten knutten, die wel tot de insecten behoren, zuigen het bloed van andere insecten. Van de vlooien echter zijn geen soorten bekend die op het bloed van andere soorten insecten parasiteren. Vlooien hebben zich sterk gespecialiseerd op een bepaalde diergroep; als een kattenvlo het bloed van een mens zuigt kan de vlo het bloed niet goed verteren. De vlo kan zich vervolgens niet vermeerderen en zal zonder nakroost verhongeren.
De volwassen vlooien verteren het bloed dat ze opzuigen uit hun gastheer niet volledig. De ontlasting van vlooien bestaat deels uit onverteerd materiaal dat dient om de larven te voeden. Bij het zuigen van bloed stopt een volwassen vlo niet als hij vol zit, maar hij laat het half verteerde bloed deels weer uit zijn lichaam lopen. De larven van vlooien hebben een voorkeur voor de uitwerpselen van de volwassen exemplaren. Vlooienlarven kunnen zelf geen bloed zuigen - ze hebben er simpelweg de kaken niet voor - en leven van het afval van hun gastheer en de uitwerpselen van de adulte vlooien. Hierdoor hebben vlooienlarven vaak een rode kleur door de opgegeten deeltjes (bloedrijke) fecaliën, ze hebben zelf echter geen directe bloedmaaltijd gehad. Van de larven van vlooien is bekend dat ze ook de eitjes en jongere larven van soortgenoten eten, ze zijn dus kannibalistisch.
Vlooien zijn efficiënte eters, maar kunnen ook lange tijd zonder voedsel toe. Dit gedrag is bij verschillende stadia waargenomen, en voorkomt dat de vlo verhongert bij een tijdelijk gebrek aan een gastheer.
Vlooien hebben weinig gespecialiseerde vijanden. Van de sluipwesp Bairamlia fuscipes is beschreven dat deze op de poppen van de eekhoornvlo Ceratophyllus wickhami teert. Waarschijnlijk is de wesp een generalist die op verschillende insecten teert aangezien er weinig infestaties op de vlo zijn beschreven.
De verwante sluipwesp Bairamlia nidicola is gevonden in de nesten van de oeverzwaluw (Riparia riparia), die geparasiteerd wordt door de vlo Ceratophyllus gallinae. De sluipwesp heeft zich waarschijnlijk sterker gespecialiseerd op het parasiteren van vlooien. De vrouwtjes van de sluipwesp bijten namelijk hun vleugels af en doen dit waarschijnlijk om zich sneller door de nesten te kunnen verplaatsen.

## Gastheren

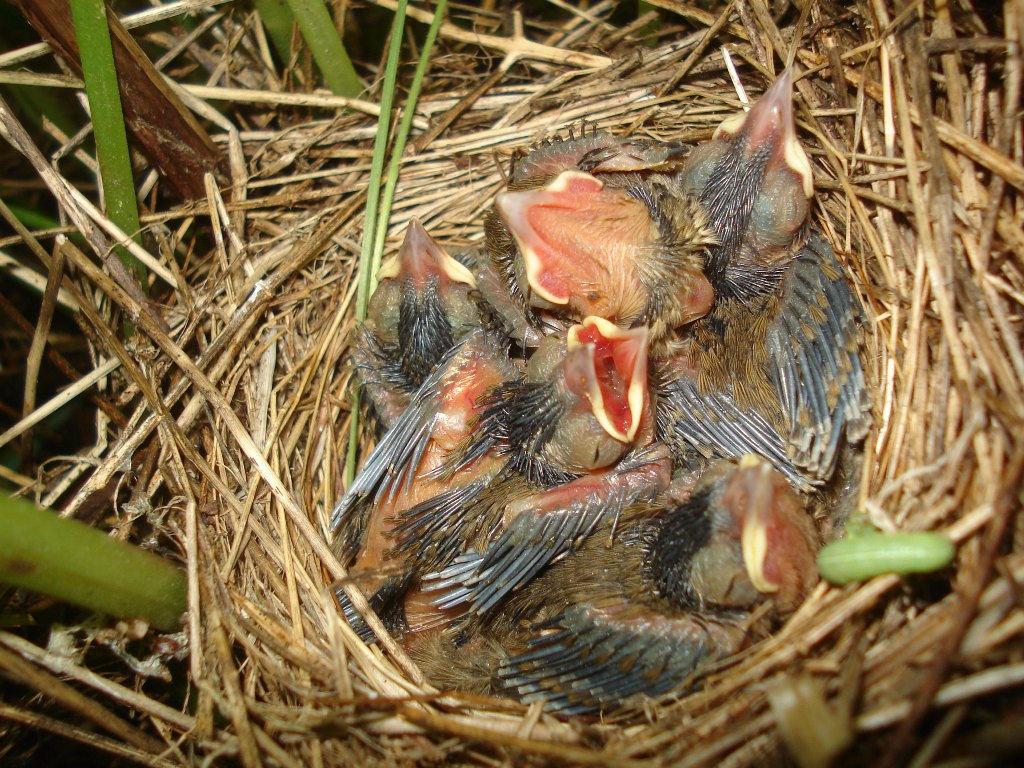
Vogelnesten, hier van de bosrietzanger (Acrocephalus palustris), zijn geschikt voor de larven van vlooien.

Alle vlooien leven als tijdelijke ectoparasiet van gewervelde dieren. Ongeveer 95 procent, leeft als bloedparasiet op zoogdieren. De overige 5 procent wordt aangetroffen bij verschillende vogels. Van geen enkele vlo is beschreven dat de parasitaire levenswijze is verlaten. Vlooien zijn ecologisch gezien een van de belangrijkste parasieten.
De relatie tussen een vlo en zijn gastheer kan erg verschillend zijn, en van een aantal vlooien is nog niet precies bekend op welke dieren ze leven. Hoewel vlooien in het volwassen stadium uitgesproken ectoparasieten zijn, worden de larven als nestparasieten gezien. Zonder een beschutte omgeving en voedselrijk organisch afval maakt een vlooienlarve geen schijn van kans. Vlooien komen dan ook oorspronkelijk alleen voor bij dieren die nesten bouwen of zich op vaste plaatsen ophouden. De bekendste nestenbouwers zijn vogels, maar ook muizen, egels, dassen, haasachtigen, honden, katten, vossen, vleermuizen en mollen gebruiken allemaal een hol of nest en hebben zo hun eigen vlooiensoorten. Vlooien zijn sterk aangepast aan hun gastheer, zo leeft de mollenvlo gezien de leefwijze van zijn gastheer ondergronds en deze soort heeft dan ook gedegenereerde ogen en is blind. Er zijn ook vlooien die zich op verschillende dieren kunnen manifesteren, zoals de soort Echidnophaga gallinacea. Deze kan zich handhaven op zowel vogels als verschillende groepen van zoogdieren. Vlooien hebben zich gespecialiseerd in het leven op dieren die veren hebben dan wel dieren die beharing hebben. Dieren waarbij een dergelijke lichaamsbedekking ontbreekt, zoals reptielen en vissen, hebben nooit vlooien.
Dieren die geen nest maken zijn ongeschikt voor vlooien en zoogdieren zoals hoefdieren en apen hebben van nature dan ook geen vlooien. Vlooien kunnen wel bij dergelijke dieren worden aangetroffen maar kunnen zich hierop niet handhaven. Ook mensen hebben van nature geen vlooien; de zogenoemde mensenvlo (Pulex irritans) is oorspronkelijk vermoedelijk ontstaan als ectoparasiet bij de varkenachtige pekari's. De vlo is in Europa waarschijnlijk overgesprongen op de Europese das (Meles meles). Vlooien kunnen ook overspringen van het ene naar het andere dier door predatie. Van de kattenvlo is bekend dat als de kat wordt opgegeten door een vos, de vlooien kunnen overspringen. Ook bij wezels is beschreven dat ze de vlooien dragen van opgegeten prooidieren.
Iedere vlo heeft een favoriete gastheer, de gastheren kunnen zelfs verschillen bij verwante soorten vlooien. Vlooien uit het geslacht Ischnopsylus leven van het bloed van vleermuizen, er is echter een voorkeur voor bepaalde soorten vleermuizen. De soort Ischnopsylus elongatus bijvoorbeeld wordt gevonden bij de vroegvlieger en de laatvlieger, terwijl de soort Ischnopsylus intermedius alleen op de laatvlieger kan worden aangetroffen.

## Evolutie

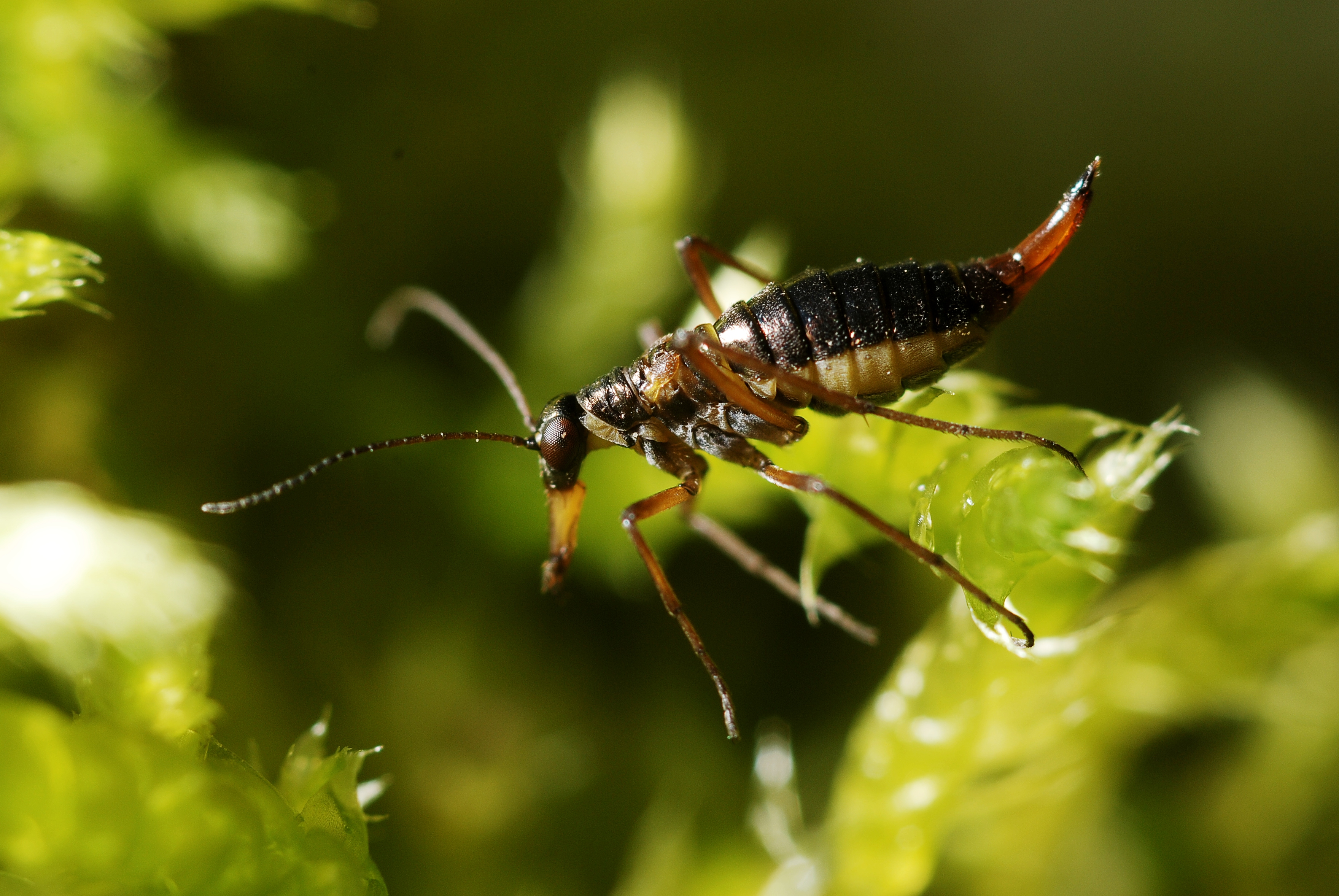
De sneeuwspringer, een vleugelloze schorpioenvliegachtige, komt ook voor in België en Nederland.

Vlooien zijn een betrekkelijk jonge groep van insecten, ze zijn bekend vanaf het begin van het Tertiair, ze ontstonden ongeveer 60 miljoen jaar geleden in het Paleoceen. Vlooien zijn pas ontstaan nadat de zoogdieren tot bloei kwamen. Van de soorten die op vogels leven staat vast dat ze zich hebben ontwikkeld op zoogdieren en later zijn overgesprongen op de vogels. Van verschillende prehistorische zoogdieren is bekend dat ze vlooien hadden. Vlooien zijn in barnsteen gevonden in Rusland, de oudste soorten behoren tot het geslacht Palaeopsylla en zijn zo'n 35 tot 40 miljoen jaar oud. Een vertegenwoordiger van het geslacht Pulex, waartoe ook de mensenvlo behoort, is gevonden in een stuk barnsteen van 15 tot 20 miljoen jaar oud.
De groep van insecten waaruit de vlooien zich ontwikkeld hebben was lange tijd onbekend. Vlooien hebben een dusdanig sterk gespecialiseerde lichaamsbouw dat deze niet lijkt op die van andere insecten. Vlooien hebben nooit vleugels, maar stammen wel af van een gevleugelde groep van insecten. Dit is af te leiden uit hun lichaamsbouw en de kleine schubachtige structuren achter het borststuk. Dit zijn overblijfselen van de vrijwel volledig gedegenereerde vleugels. Bij de poppen van de rattenvlo Nosophyllus fasciatus zijn de vleugels in aanleg duidelijk aanwezig, maar als de vlo zijn pop verlaat zijn de structuren verdwenen.
In vroeger tijden werd gedacht dat vlooien van kevers afstamden, maar dit bleek onjuist. Vervolgens werd lange tijd gedacht dat vlooien een gespecialiseerde tak van tweevleugeligen (Diptera) was, waartoe de vliegen en muggen behoren.
De larve van vlooien lijkt op die van larven van tweevleugeligen en op basis hiervan werden de vlooien lange tijd als sterk gespecialiseerde vliegen gezien. De larven van vlooien lijken niet alleen anatomisch op vliegenlarven maar leven daarnaast van hetzelfde materiaal; rottende organisch stoffen. Er zijn ook enkele groepen van vliegen bekend die bloed zuigen, een plat lichaam hebben en soms ongevleugeld zijn, zoals de luisvliegen (familie Hippoboscidae). Deze vliegen zijn echter dorsaal afgeplat en nooit lateraal, een voorbeeld van een vleugelloze soort die enigszins lijkt op een vlo is Melophagus ovinus.
Uit recentere onderzoeken blijkt echter dat de vlooien zich hebben ontwikkeld uit een heel andere groep van insecten. Door onder andere genetische analyse bleek dat vlooien afstammen van de schorpioenvliegachtigen (Mecoptera). De moderne schorpioenvliegen lijken totaal niet op vlooien, maar er zijn enkele uitzonderingen.
De sneeuwvlo (Boreus hyemalis) is een vertegenwoordiger van de Mecoptera en lijkt uiterlijk op een tussenvorm van een schorpioenvlieg en een vlo. De sneeuwvlo zuigt geen bloed maar is een planteneter. De lichaamsvorm lijkt op die van vlooien en ook kan de sneeuwvlo sprongen maken van tientallen malen de eigen lichaamslengte.

## Taxonomie en indeling
De indeling of taxonomie van de vlooien is net als die van andere dieren aan verandering onderhevig. Dit komt door een constante aanvoer van nieuwe inzichten, onder andere door genetische analyse. Ook worden er steeds nieuwe soorten ontdekt, in 1950 waren er ongeveer 1300 beschreven soorten en tegenwoordig zijn er ongeveer 2.500 soorten bekend.
Vlooien worden net als andere dieren ingedeeld in verschillende groepen die families worden genoemd. Een familie is vervolgens weer verdeeld in geslachten. Het aantal families verschilt per gebruikte taxonomie. Onderstaand is een lijst weergegeven van de negentien families volgens Zipcode Zoo.
- Familie Ancistropsyllidae
- Familie Ceratophyllidae
- Familie Chimaeropsyllidae
- Familie Coptopsyllidae
- Familie Ctenophthalmidae
- Familie Hystrichopsyllidae
- Familie Ischnopsyllidae
- Familie Leptopsyllidae
- Familie Lycopsyllidae
- Familie Macropsyllidae
- Familie Malacopsyllidae
- Familie Pulicidae
- Familie Pygiopsyllidae
- Familie Rhopalopsyllidae
- Familie Stephanocircidae
- Familie Stivaliidae
- Familie Tungidae (Hectopsyllidae)
- Familie Vermipsyllidae
- Familie Xiphiopsyllidae

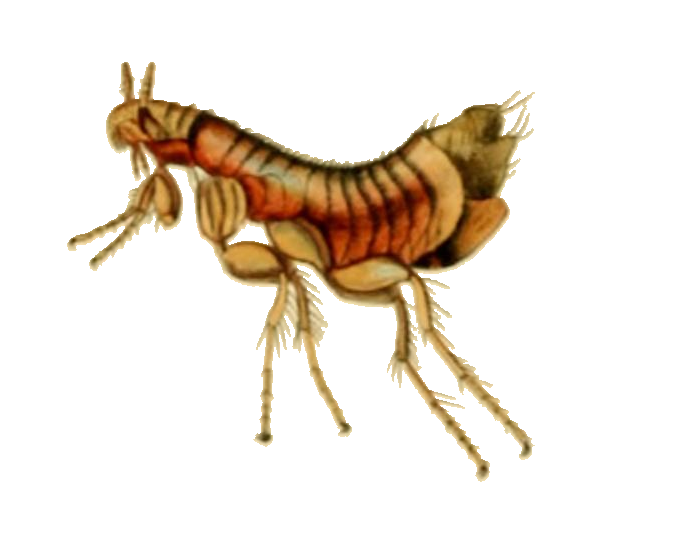
Soorten uit de familie Ischnopsyllidae leven altijd op vleermuizen, hier de soort Ischnopsyllus elongatus.

Onderstaand een uitklapbare lijst van de bekendere soorten vlooien die in westelijk Europa kunnen worden aangetroffen, met hun gastheren en een afbeelding, indien beschikbaar.
| Bekendere soorten vlooien            |                    |                           |            |
| Naam                                 | Nederlandse naam   | Gastheer                  | Afbeelding |
| ------------------------------------ | ------------------ | ------------------------- | ---------- |
| Pulex irritans Linnaeus, 1758        | Mensenvlo          | Das, mens, varken         |            |
| Ctenocephalides canis Curtis, 1826   | Hondenvlo          | Hond, kat, mens           |            |
| Ctenocephalides felis Bouché, 1835   | Kattenvlo          | Hond, kat, mens           |            |
| Dasypsyllus gallinulae Dale, 1878    | Vogelvlo           | Zangvogels                |            |
| Nosopsyllus fasciatus Bosc, 1800     | Rattenvlo          | Ratten                    |            |
| Xenopsylla cheopis Rothschild, 1903  | Indische rattenvlo | scheepsratten             |            |
| Hystrichopsylla talpae Curtis, 1826  | Mollenvlo          | Mol                       |            |
| Ischnopsyllus elongatus Curtis, 1832 | Geen               | Vroegvlieger, laatvlieger |            |
| Archaeopsylla erinacei Bouché, 1835  | Egelvlo            | Egels                     |            |

## Vlooien en de mens

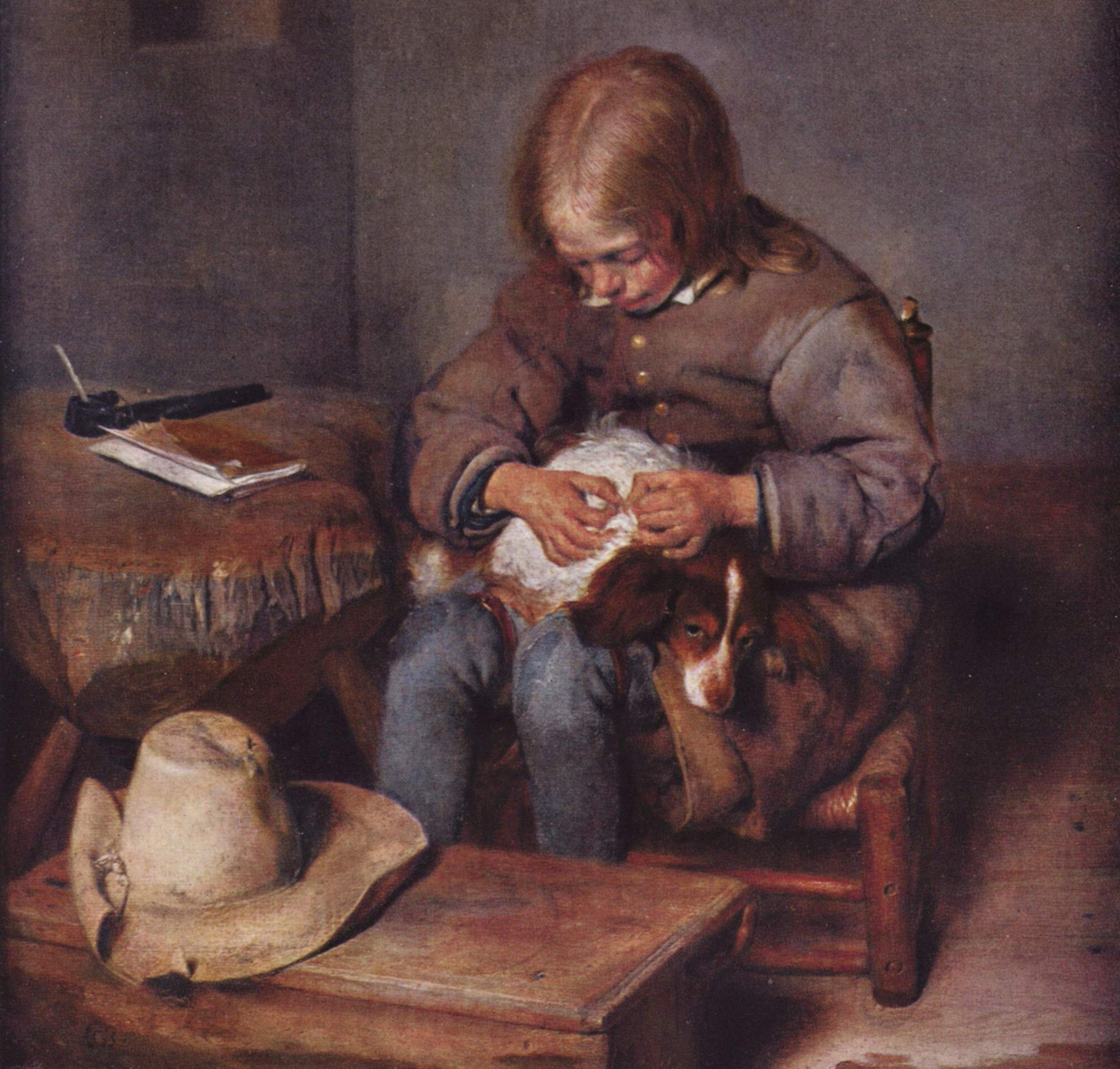
Een jongen vlooit zijn hond, deel van een schilderij van Gerard ter Borch uit de zeventiende eeuw.

Vlooien worden tegenwoordig in de westerse wereld gezien als een nare bijkomstigheid van huisdieren. In de Middeleeuwen echter waren vlooien de belangrijkste verspreiders van de bacterie Yersinia pestis ofwel de builenpest.

### Vlooien in huis
Volwassen vlooien zijn in een huis in kieren en spleten te vinden, zoals achter plinten en drempels. De slaapkamer is populair omdat deze vaak voorzien is van tapijt dat talloze schuilplaatsen biedt. Ook vlooienlarven houden zich meestal op onder het tapijt, uit onderzoek is gebleken dat ruim 80 procent van alle larven in het huis hier te vinden is.
Een vlooienbeet bij de mens verloopt aanvankelijk nagenoeg ongemerkt; wel treedt na verloop van tijd vaak een sensibilisatie op tegen het speeksel dat de vlo inspuit in de bijtwond om het bloed niet te laten stollen. Een dergelijk antistollingsmiddel wordt wel anticoagulans genoemd. Na dat tijdstip worden vlooienbeten duidelijke jeukbulten, soms zelfs uitgebreide blaren, met soms een rood puntje in het midden van de bijtwond. Deze zijn in typische gevallen gelokaliseerd in groepjes op de onderbenen, in het sokgebied of onder de broeksriem, en daardoor te onderscheiden van de meer verspreid geplaatste muggenbulten. Duurt de blootstelling aan vlooienbeten voort, dan kan men weer gedesensibiliseerd raken en treden er geen jeukbulten meer op. Wel veroorzaken vlooien dan nog jeuk als ze zich tussen de huid en de kleren verplaatsen. Veel mensen krijgen jeuk als ze aan vlooien denken of erover lezen. Mensen met katten die na een periode van warm weer van vakantie terugkomen (als er dus niet gestofzuigd is) worden weleens massaal besprongen door kattenvlooien als ze hun huis opnieuw betreden.
In vroeger tijden was het vlooientheater een veel voorkomende attractie op kermissen en jaarmarkten. Een vlooientheater bestond vaak deels uit illusie maar waren indertijd erg populair. Ook zijn er wel poppenhuisjes van vlooien gemaakt, waarbij de insecten werden geprepareerd en aangekleed met miniatuurkledingsstukken.

### Ziekteverwekking

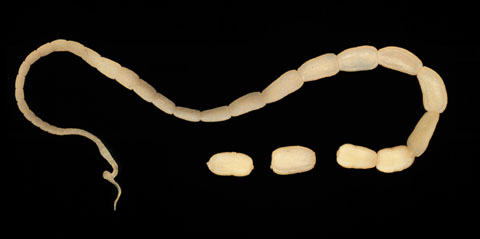
De hondenlintworm wordt verspreid door vlooien.

Vlooien zijn een vector voor verschillende parasitaire dieren, zoals lintwormen en bacteriën. De beruchtste soorten zijn de kattenvlo en de rattenvlo. De kattenvlo is een tussengastheer van de lintwormen Hymenolepis nana en de hondenlintworm (Dipylidium caninum). De rattenvlo brengt de pestbacil Yersinia pestis over en was dus een tussengastheer bij de grote pestepidemieën uit het verleden. Van de meeste soorten vlooien is hun relatie met ziekteverwekkers slechts gedeeltelijk onderzocht.
Het is wellicht moeilijk voor te stellen dat een nietig diertje als de vlo plagen kan veroorzaken die de maatschappij volledig kunnen ontwrichten. De vlo is echter verantwoordelijk voor het uitroeien van een derde van de bevolking van Middeleeuws Europa, tijdens diverse uitbraken van de builenpest. Deze ziekte kwam in golven en ontvolkte grote gebieden, ook had het gevolgen voor bepaalde bevolkingsgroepen. De Middeleeuwers dachten dat de pest door de lucht werd verspreid en hadden geen idee dat de vlo de oorzaak was. De Joden waren echter hygiënischer dan hun tijdgenoten, door hun reinheidsvoorschriften wasten Joden zich vaker en hadden minder te lijden van vlooien. Hierdoor waren ze minder bevattelijk voor de pest maar dat werkte tegen hen: Joden kregen de schuld van de uitbraken, ze werden er zelfs van verdacht de pest te verspreiden. Dit heeft tot verschillende pogroms en het levend verbranden van mensen geleid.
Lintwormen kunnen niet direct worden overgebracht door een beet van de vlo. Een dier kan alleen besmet raken als een besmette vlo wordt doorgeslikt. Omdat honden en katten zich regelmatig wassen waarbij ze het lichaam schoonlikken komt zo nu en dan een vlo in de maag terecht maar bij mensen vindt een dergelijke besmetting met lintwormen zelden plaats.
Bij bacteriën zoals de pestbacterie ligt dat anders. Als een rattenvlo geïnfecteerd raakt door de bacterie vermenigvuldigt deze laatste zich in enorme hoeveelheden in de maag en voormaag. De bacterie vormt een geleiachtige massa die het maagstelsel van de vlo volledig blokkeert. De vlo wordt hongerig en zuigt bij een beet zo veel mogelijk bloed naar binnen. Het bloed wordt echter gekeerd door de maagblokkade en vloeit terug in het gebeten slachtoffer, samen met een aantal bacteriën. De vlo zal direct proberen nogmaals te bijten of een ander slachtoffer uitkiezen waardoor de vlo bijt tot hij van uithongering sterft. Dit mechanisme heeft van de vlo -en de pestbacterie- een van de meest verwoestende vectoren van de mens gemaakt.

### Bestrijding

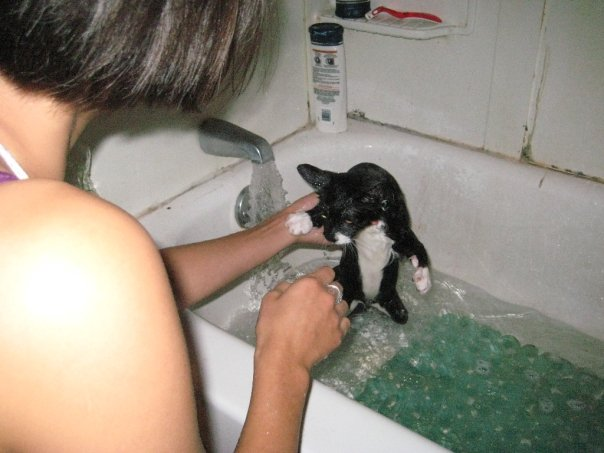
Katten zijn de belangrijkste gastheren van vlooien; hier wordt een kat ontvlooid in bad.

Vlooien kunnen net als andere insecten het best worden gemeden, preventie is de beste bestrijding. Als vlooien zich eenmaal gevestigd hebben is het vaak lastig om er weer vanaf te komen. Vlooien hebben schuilmogelijkheden nodig, zoals onder het tapijt, en voedsel in de vorm van rottend organisch materiaal. Indien deze ontbreken maken vlooien geen schijn van kans zich te ontwikkelen. Ook in schone omgevingen komen echter vlooien voor; omdat vlooien voornamelijk op honden en katten leven, komen ze terecht in nieuwe omgevingen. Ze kunnen zich in een voedselarme omgeving niet handhaven en sterven uiteindelijk de hongerdood. Vlooien springen ook over van het ene naar het andere dier. Huisdieren als katten bevechten elkaar fel en honden besnuffelen elkaar graag waarbij de vlo zich gemakkelijk van de ene naar de andere gastheer kan verplaatsen.
Om te bepalen of een huisdier vlooien draagt kan het best naar de uitwerpselen van vlooien worden gezocht. Volwassen vlooien zuigen het liefst 's nachts en worden overdag minder vaak aangetroffen. De uitwerpselen blijven echter makkelijk klitten. Omdat ze bestaan uit uitgedroogd bloed worden ze bij menging met water helderrood en dit is een indicatie dat een huisdier is besmet. Ook de eitjes zijn met het blote oog zichtbaar maar vlooieneitjes zijn moeilijk te onderscheiden van andere insecteneieren.
De recentere vlo-bestrijdingsmiddelen voor huisdieren hebben vrijwel geen bijwerkingen en doden de vlo soms al binnen enkele uren. Sommige middelen kunnen al aan kittens en puppy's van enkele dagen oud gegeven worden. De middelen zijn verkrijgbaar bij de dierenarts of dierenspeciaalzaak. Oudere bestrijdingsmiddelen kunnen bijwerkingen hebben en bleken vaak niet afdoende.
Honden en katten kunnen zonder gebruik van insecticiden worden ontvlooid door de vlooien simpelweg op te sporen en uit de huid te 'plukken'. De vlooien kunnen mechanisch worden gedood door ze met de nagels te verpletteren. Een hygiënischer methode is het oppakken van de vlo met een pincet en deze vervolgens te verdrinken in een vloeistof. Hiervoor worden vaak giftige vloeistoffen gebruikt zoals spiritus of een oplossing van dichloor maar vlooien verdrinken ook gemakkelijk in water met een beetje zeep.
Er zijn verschillende methoden van bestrijding op huisdieren, zoals een spray waarmee het gehele lichaam moet worden behandeld. Ook zijn er poeders te koop die op de rug moeten worden aangebracht. Dergelijke middelen zijn nooit heel giftig, omdat honden en katten zich vaak wassen door het lichaam met de tong schoon te likken. Bij de spot-on methode wordt een middel aangebracht tussen de schouderbladen -waar honden en katten met hun tong niet bij kunnen. De werkzame stoffen van deze middelen zijn niet efficiënt als ze in de mond terechtkomen, maar worden door de huid opgenomen in het bloed voor een grotere werkzaamheid.
Vlooienbestrijdingsmiddelen die in de westerse wereld worden verkocht richten zich meestal op het terugdringen van de kattenvlo, de hondenvlo is zeldzamer. Andere vlooien zoals soorten die op egels en vleermuizen leven kunnen zich binnenshuis niet handhaven.

Onderstaand een lijst met verschillende vlooienbestrijdingsmiddelen, de giftigheid voor bijen is ook weergegeven omdat honingbijen in delen van de wereld achteruitgaan door het gebruik van insecticiden en het effect van insecticiden op bijen hierdoor goed is onderzocht.
| Vlooienbestrijdingsmiddelen                                                    | | |
| Naam                                                                           | Werking | Gevaren |
| O.a. Indorex, Insegar, Varikill Werkzame stof: Fenoxycarb Fabrikant: Insegar   | Fenoxycarb blokkeert de mogelijkheid tot vervelling van de larven en hierdoor kunnen ze niet meer volwassen worden. De larven sterven uiteindelijk voor of tijdens de verpopping.                                                                  | Weinig giftig voor bijen en de mens maar zeer giftig voor een aantal vissen.                                                                        |
| Advantix Werkzame stoffen: Imidacloprid, Permetrine Fabrikant: Bayer           | De stof blokkeert neuronentransport door receptoren te bezetten. Het werkt niet bij alle insecten, vlinders zijn niet gevoelig. | Weinig giftig voor gewervelden maar mogelijk desastreus voor bijen. Giftig voor katten vanwege permetrineverbindingen, alleen geschikt voor honden. |
| Advantage Werkzame stoffen: Imidacloprid, Butylhydroxytuoleen Fabrikant: Bayer | Zie Advantix | Zie Advantix, maar vanwege het ontbreken van permetrineverbindingen geschikt voor katten                                                            |
| Frontline Werkzame stoffen: Fipronil, Methopreen Fabrikant: Merial             | Doodt zowel volwassen vlooien als eieren en larven. | Fipronil is niet onschadelijk voor de mens. Schadelijk voor alle insecten waaronder bijen.                                                          |
| Exil Flea Free Werkzame stof: Tetramethrine Fabrikant: Emax                    | Tetramethrine werkt in op het zenuwstelsel van insecten. Het product is een mengsel van verschillende insecticiden. | Giftig voor bijen en zeer giftig voor waterorganismen zoals vissen.                                                                                 |
| Beaphar Werkzame stof: Lufenuron Fabrikant: Beaphar                            | Lufenuron tast de groei van de vlo aan; als de vrouwtjes het bloed zuigen wordt de stof opgenomen en zijn de embryo's niet meer in staat voldoende chitine aan te maken wat ze niet levensvatbaar maakt.                                           | Giftig voor insecten en ook voor schimmels maar niet gevaarlijk voor zoogdieren.                                                                    |
| Stronghold Werkzame stof: Selamectine Fabrikant: Pfizer                        | De stof verhoogt de doorlaatbaarheid van membranen zodat te veel chloorionen kunnen doordringen in cellen. Dit zorgt ervoor dat cellen in de spieren van insecten en andere ongewervelden worden aangetast waardoor ze verlamd raken en afsterven. | Giftig voor waterorganismen. |
| oa. Disonex, Disonal Werkzame stof: Diazinon Fabrikant: patent-vrij            | Belemmert de prikkeloverdracht tussen de zenuwen. | Giftig voor waterorganismen en insectenetende vogels. Ook giftig voor mensen in hoge doseringen. Niet toegelaten in de EU voor de landbouw.         |
| Exil Twinspot, Cyclio Werkzame stof: Pyriproxyfen Fabrikant: Emax, Veirbac     | De verbinding wordt door het insectenbrein herkend als juveniel hormoon waardoor het onvolwassen dier niet meer volwassen kan worden en zich niet kan voortplanten.                                                                                | Zeer giftig voor waterorganismen. |
| WashBar Werkzame stof: etherische oliën Fabrikant: WashBar                     | Maakt hond minder aantrekkelijk voor de vlo en andere insecten. Creëert een beschermend schild om de hond. | Niet giftig voor mens en dier. Niet geschikt voor katten.                                                                                           |